# (10813) Mästerby
(10813) Mästerby, désignation internationale (10813) Masterby, est un astéroïde de la ceinture principale.

## Description
(10813) Masterby est un astéroïde de la ceinture principale. Il fut découvert le 19 mars 1993 à La Silla par le programme UESAC. Il présente une orbite caractérisée par un demi-grand axe de 3,21 UA, une excentricité de 0,05 et une inclinaison de 21,7° par rapport à l'écliptique.

## Compléments